# Hippolyte-Jacques Hyvernaud
Hippolyte-Jacques Hyvernaud (Châtelus-Malvaleix, 27 ottobre 1870 – 17 ottobre 1914) è stato uno schermidore francese.
Partecipò ai Giochi della II Olimpiade di Parigi nelle gare di spada per maestri, dove giunse al quarto posto, e di spada per maestri e dilettanti, dove arrivò quinto.